# Ashley Massaro
Ashley Marie Massaro (Nueva York, 26 de mayo de 1979-Smithtown, Nueva York, 16 de mayo de 2019) fue una luchadora profesional, concursante de reality show y modelo estadounidense. Es recordada por haber trabajado para la empresa World Wrestling Entertainment (WWE), y por haber aparecido en el programa Survivor: China (2007). 
Massaro hizo su debut en WWE después de haber ganado el concurso Diva Search del año 2005. Fue primeramente incorporada en la marca Raw donde tuvo su primer feudo luchistico contra Vince's Devils (un stable de luchadoras heel) mientras que también se alió con Trish Stratus en el proceso para derrotar al equipo. Con Stratus, fue involucrada en otro feudo con la entonces debutante Mickie James quien estaba obsesionada con Stratus y celosa por la amistad de Ashley con ella, atacándola y haciéndola perder combates en diferentes ocasiones. Más tarde fue mandada a la marca SmackDown! y se convirtió en valet para los Campeones en pareja de WWE Paul London & Brian Kendrick. Sus combates más destacados incluyeron un combate por el Campeonato Femenino de WWE contra Melina en WrestleMania 23 y un Playboy Bunnymania Lumberjill match en WrestleMania XXIV. 
Dejó WWE a mediados de 2008. Durante su estancia en la compañía, apareció en portadas de varias revistas, incluyendo en la revista Playboy del año 2007, y también hizo apariciones especiales en varios programas de televisión y vídeos musicales. Además, Massaro pasó los últimos dos años de su vida trabajando como DJ de radio para la estación 94.3 The Shark.

## Primeros años
Ashley Marie Massaro nació el 26 de mayo de 1979 en Nueva York, siendo hija de Ronald J. Massaro y Bárbara, y hermana mayor de Ronnie Massaro. Fue criada en Babylon, Nueva York, donde su hermano, padre, y tío, eran luchadores amateurs. Se graduó en 1997 de la escuela secundaria John Glenn en Elwood, Nueva York, y recibió un BSc en comunicación con una especialización en negocios de la Universidad Estatal de Nueva York en Albany.

## Carrera

### World Wrestling Entertainment/WWE (2005–2008)

#### Diva Search (2005)

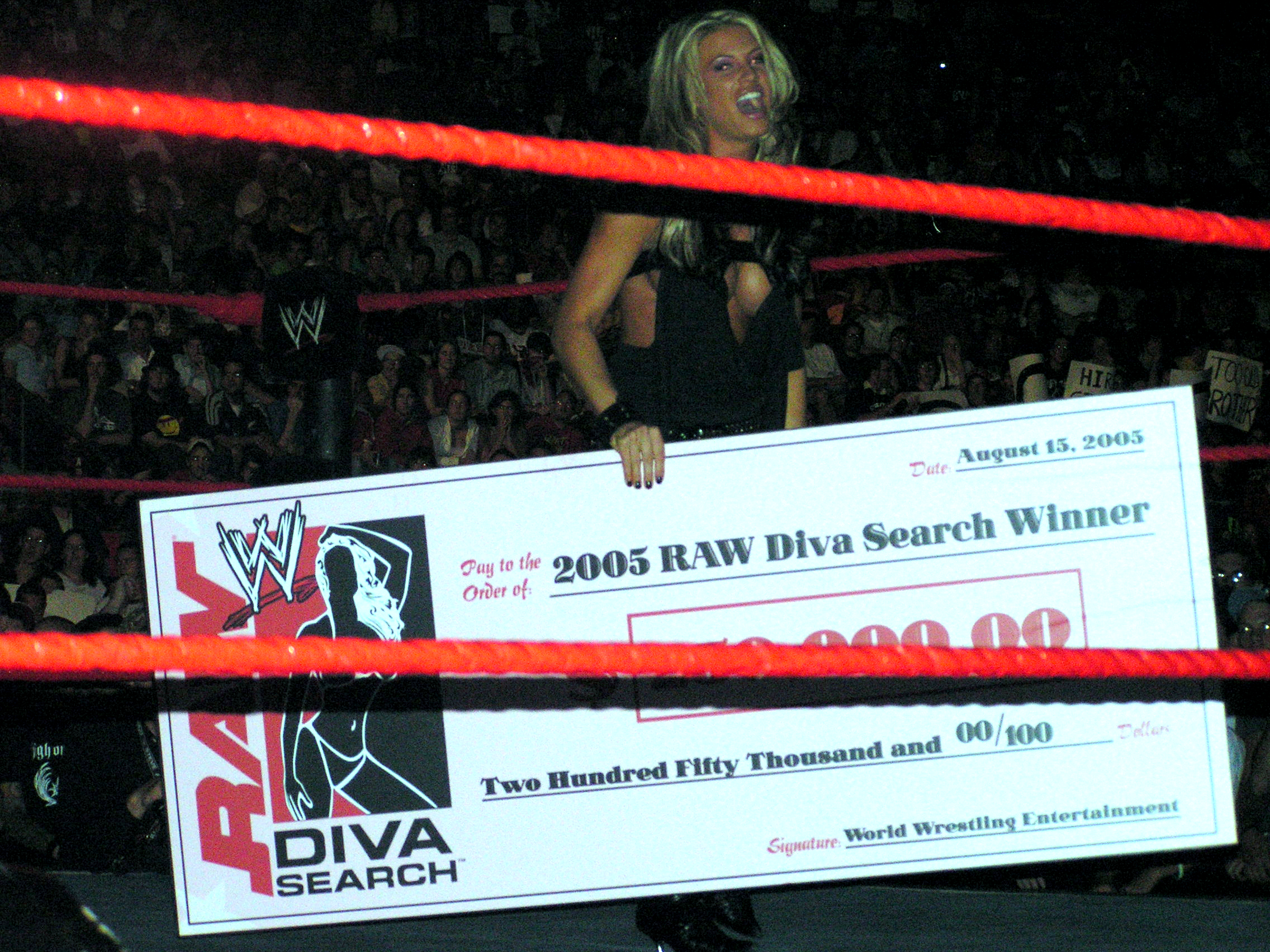
Massaro celebrando su victoria como ganadora del Raw Diva Search de 2005.

Massaro inicialmente se enteró del concurso Raw Diva Search 2005 realizado por la empresa de lucha libre profesional World Wrestling Entertainment (WWE) cuando conoció a un director de casting de WWE durante un concurso de trajes de baño. Después de vencer a las otras siete finalistas seleccionadas, Massaro fue declarada la ganadora durante un episodio de Raw el cual fue transmitido el 15 de agosto de 2005. Sus premios incluyeron $250,000 dólares y un contrato de por un año con WWE.

#### Feudo con Vince's Devils y Mickie James (2005–2006)

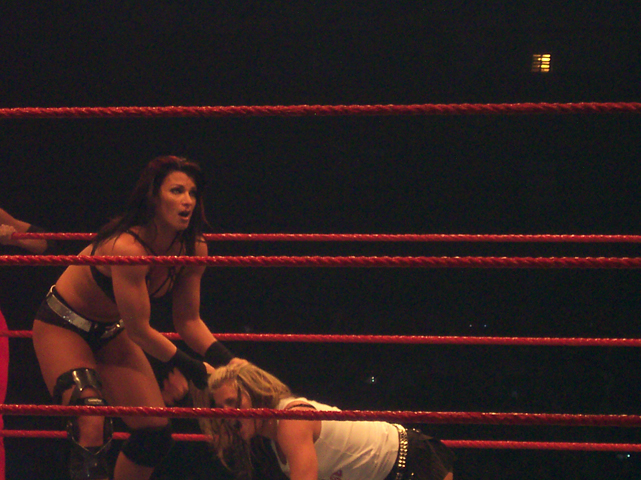
Massaro (con blusa blanca) luchando contra Victoria durante un house show, en 2005.

Una semana después el 22 de agosto de 2005, en un episodio de Raw, Candice Michelle y Torrie Wilson atacaron a Massaro después de pretender darle la bienvenida a la marca. La historia y feudo entre Massaro contra Wilson y Michelle continuó durante las siguientes semanas, ya que el dúo junto a su aliada Victoria (apodadas como «the Skankateers», «las hipócritas miserables» por el comentarista Jim Ross), hicieron las cosas difíciles para Massaro. Massaro hizo su debut luchístico el 29 de agosto en un episodio de Raw, siendo derrotada por Victoria. El 5 de septiembre en un episodio de Raw, Massaro fue derrotada por Wilson después de unai nterferencia por parte de Victoria y Candice. El 12 de septiembre en un episodio de Raw, Massaro se alió con Trish Stratus, quien hizo su regreso y cambio a face (en español, técnica) al atacar al trío junto a Ashley. El 18 de septiembre en un episodio de Raw, el dúo derroto al trío ahora rebautizadas como «the Ladies in Pink» y más tarde Vince's Devils. Esto las llevó a un combate entre equipos el 18 de septiembre en el evento Unforgiven, donde el equipo de Stratus y Massaro derrotó a Wilson y Victoria. La noche siguiente en un episodio de Raw, Massaro acompañó a Trish en un combate, donde derrotó a Wilson. Después del combate, el dúo fue atacado por Vince's Devils. El feudo continuo en un episodio especial de Raw titulado WWE Homecoming, donde Stratus y Massaro derrotaron a Wilson, Candice, y Victoria en el primer combate tres contra dos con estipulación de brasieres y bragas al dejar en ropa interior a sus tres oponentes. Massaro continuó luchando en algunos combates durante el resto del año 2005 y participó en un battle royal con estipulación «cumple tu fantasía», en el cual las luchadoras en ese entonces conocidas como «Divas», lucharon vestidas en ropa interior por votación del público espectador el 1 de noviembre en el evento Taboo Tuesday por el Campeonato Femenino de WWE. En el combate, Massaro logró eliminar a Candice Michelle antes de ser eliminada por Victoria.
El 8 de enero de 2006 en el evento New Year's Revolution, Massaro ganó el primer combate con estipulación gauntlet de brasieres y bragas al ser la luchadora final en dejar el combate sin ser despojada de su ropa. Siguiendo la tradición de la WWE y para satisfacer al público, ella misma se quitó la ropa y quedó en ropa interior antes de hacer su salida. Durante los inicios de ese año, Massaro se convirtió en víctima de una serie de ataques por parte de la luchadora debutante Mickie James. El 29 de enero en el evento Royal Rumble, James derrotó a Massaro con la entonces Campeona Femenina, Trish Stratus, como árbitro especial invitada. Massaro tuvo su venganza una semana después al derrotar a James en una revancha durante un episodio de Raw. Sin embargo, el 20 de febrero en un episodio de Raw, Massaro se fracturó su fíbula izquierda al caer mal mientras era eliminada en un combate con estipulación battle royal, y su feudo con James concluyó de forma abrupta. Tuvo que someterse a una cirugía para insertarle una placa de metal de cinco pulgadas y ocho tornillos en su pierna. Durante su recuperación, Massaro aún hacía apariciones ocasionales en Raw como parte del feudo entre Stratus y James, aunque en un papel no muy activo. Massaro hizo su regreso el 20 de marzo en un episodio de Raw, siendo secuestrada por James para atraer a Stratus y que esta la salvase para después atacarla, con James logrando su cometido de forma exitosa.

#### SmackDown! (2006-2007)

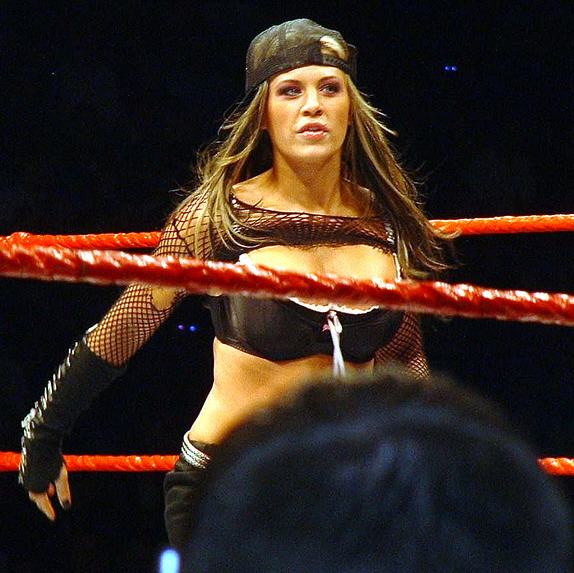
Massaro, en 2007.

Tres meses después de estar nuevamente ausente, regresó a la televisión el 2 de junio, esta vez en SmackDown!, como comentarista espcial invitada durante un combate entre Kristal Marshall and Jillian Hall. El 9 de junio en un episodio de SmackDown!, Massaro derrotó a Marshall, Hall y Michelle McCool en un concurso de bikinis. El 21 de julio en SmackDown!, ganó su combate debut con la marca, en el que hizo equipo con Jillian Hall para derrotar a McCool y Marshall. Dos días después en el evento The Great American Bash, Massaro ganó un combate fatal de cuatro de brasieres y bragas en el que derrotó a Hall, McCool y Marshall. El 4 de agosto en SmackDown!, Massaro se fracturó un nudillo de la mano derecha en un combate contra Marshall, esto la dejó fuera de acción por cuatro semanas.
Durante el 16 de febrero de 2007 en SmackDown!, Ashley dio a conocer su portada de Playboy. Entonces inició un feudo con Jillian Hall, que estaba celosa por la atención recibida hacia Ashley, debido a su aparición en Playboy. En No Way Out, Ashley ganó el primer Invitational Diva al mostrar su cubierta en Playboy y descrubrise la parte de arriba donde unos conejos pintados cubrían sus pechos. También comenzó una pelea con la Campeona Femenina Melina, que estaba enojada por la publicidad hacia Ashley, enfrentándose en WrestleMania 23 en una Lumberjill match, donde Melina retuvo el título.
Después de WrestleMania, Ashley continuó como mánager de Paul London y Brian Kendrick. El 13 de abril en un episodio de SmackDown!, Massaro fue atacada por Jillian Hall. En realidad, Massaro se había aflojado un tornillo en el tobillo, que se le había insertado el año anterior después de que legítimamente se fracturó la tibia y el peroné. Massaro regresó, pero fue de corta su duración cuando el 8 de junio en SmackDown!, Ashley fue suspendida indefinidamente después de que accidentalmente le derramara café a Mr. McMahon. En realidad, Massaro se tomó tiempo libre para participar en el programa Survivor, pero fue eliminada en el segundo capítulo.

#### Varias historias (2008)

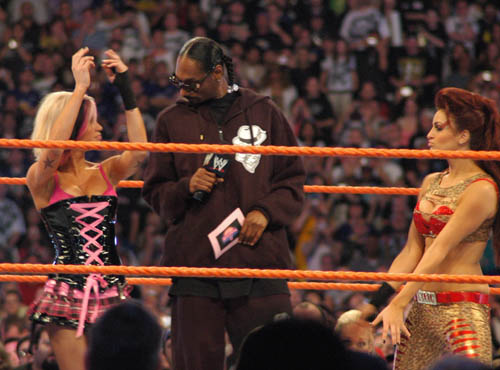
Massaro y Maria con Snoop Dog en WrestleMania XXIV, marzo de 2008.

Ashley regresó el 7 de enero de 2008 a la marca RAW, ganando una Lingerie Pillow Fight contra Maria, Jillain, Melina y Mickie James. El 14 de enero Ashley hizo equipo con Maria y Mickie James contra Beth Phoenix Jillian y Melina pero su equipo perdió cuando Phoenix cubrió a James. Ashley reemplazó a Candice, quien estaba fuera por una lesión, en el Lumberjill Playboy BunnyMania Match en WrestleMania XXIV, junto a Maria, pero perdieron ante Beth Phoenix y Melina. El 27 de abril en Backlash se enfrentaron en un Divas 12 Tag Team hizo equipo con Michelle McCool, Cherry, Kelly Kelly, Maria y Mickie James el cual salió derrotado frente a Beth Phoenix, Victoria, Layla, Jillian y Natalya cuando Phoenix cubrió a Ashley. En el episodio del 28 de abril de Raw, Massaro compitió en su último combate formando equipo con Michelle McCool, Cherry, Kelly Kelly, Maria y James en un esfuerzo ganador derrotando a Layla, Melina, Phoenix, Natalya, Hall y Victoria. El 9 de julio de 2008 fue liberada de su contrato con la WWE. Días más tarde, aclaró que fue un acuerdo y que se fue porque su hija estaba enferma y posteriormente se retiró de la lucha.

### Circuito independiente (2017)

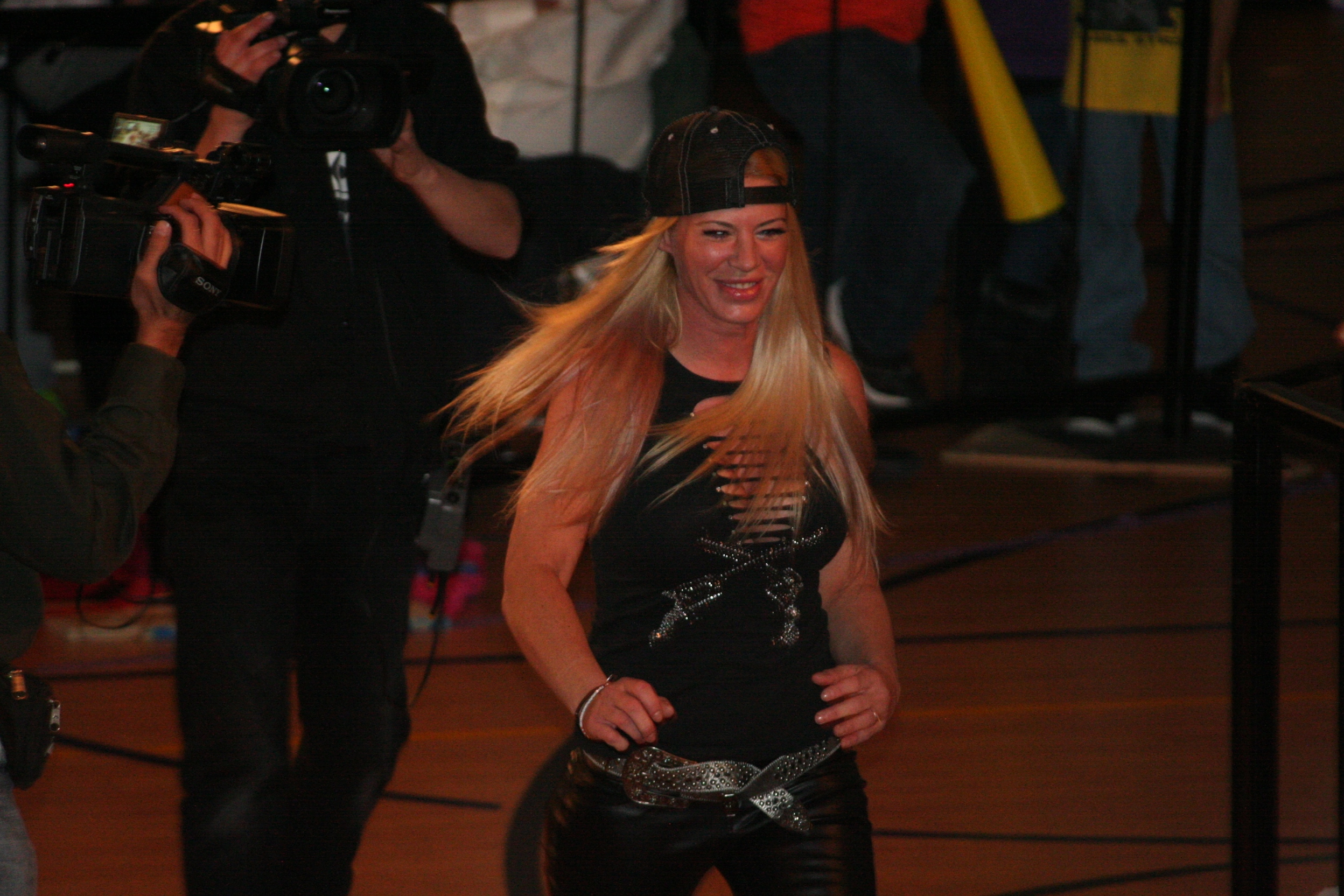
Massaro, en 2013.

En septiembre de 2017, Massaro hizo un breve regreso al negoció de la lucha libre profesional compitiendo en la promoción Zero1 Professional Wrestling USA junto a la ex Diva de la WWE Jillian Hall.

## Otras actividades

### Survivor: China
Massaro fue un participante en Survivor: China que fue la decimoquinta temporada de la serie, en 2007. Massaro se acercó a la WWE con la idea de hacer el programa, y después de pasar por el proceso de casting, descubrió que fue aceptada por el programa diez días antes de tener que irse a China para grabar. Antes de la experiencia, Massaro nunca había acampado antes, así que para entrenar para el show, tuvo que acostumbrarse a estar nuevamente en la naturaleza. Fue asignada a la tribu Zhan Hu en el primer episodio y rápidamente comenzó a pelearse con el concursante Dave Cruser. En el segundo episodio, Massaro fue eliminada después de seis días con un voto de 6-1.

### Modelaje y actuación
Massaro compitió en los concursos de belleza Miss Hawaiian Tropic y fue coronada Miss Hawaiian Tropic USA en 2002 y Miss Hawaiian Tropic Canada en agosto de 2004. Massaro apareció en FHM, Stuff, Maxim, y en la portada de Playboy después de unirse a WWE, aunque ya había posado para Playboy en 2003 y 2004. Massaro se sometió a prueba con los exploradores de Playboy cuando buscaban modelos para el Playmate Hunt en su 50 aniversario. She appeared in the accompanying pictorial in the December 2003. Además, apareció en ambas revistas Femme Fatales y Flex. Massaro también presentó varios episodios en E! channel del programa Wild On! y apareció en Breaking Bonaduce como la entrenadora personal de Danny Bonaduce. Massaro fue invitada especial en un episodio de Extreme Makeover: Reconstrucción total junto con los luchadores de la WWE John Cena y Batista. Además, apareció en anuncios de campaña para ambos el Hawaiian Tropic y Yamaha.
En febrero de 2007, Massaro y Glenn "Kane" Jacobs filmaron un episodio del programa Smallville de la cadena CW transmitido el 22 de marzo de 2007. En abril de 2007, Massaro también apareció como invitada en el show de Fuse TV The Sauce. El 20 de abril de 2007, Massaro y varias luchadoras filmaron el vídeo musical para la canción de Timbaland, "Throw It on Me" junto a the Hives. En 2008, apareció en el vídeo musical para la canción de Rev Theory "Hell Yeah."

### Radio
El 30 de junio de 2018, Massaro comenzó a trabajar como DJ de radio para la estación 94.3 The Shark de Long Island, donde trabajó originalmente la porción del sábado de 10 a. m. a 3 p. m.. Poco antes de su muerte ocurrida en mayo de 2019, fue ascendida a presentadora del programa nocturno de la estación, transmitido los miércoles por la noche.

## Otros medios
Massaro apareció como personaje jugable en dos videojuegos de WWE, WWE SmackDown vs. Raw 2008, y WWE SmackDown vs. Raw 2009.

## Vida personal
Massaro tuvo una hija llamada Alexa. Cuando Alexa se enfermó a mediados de 2008, Massaro pidió su liberación temprana de la WWE para cuidar de ella. Después de la muerte de Massaro, varias exempleadas de la WWE quienes fueron sus compañeras de trabajo, se apodaron a sí mismas «The Squared Circle Sisters» (en español, Las hermanas del cuadrilátero) y junto a Mick Foley abrieron una campaña de financiamiento colectivo en GoFundMe con el fin de crear un fondo universitario para Alexa, estableciendo una meta de $100,000, misma a la que se llegó al poco tiempo.

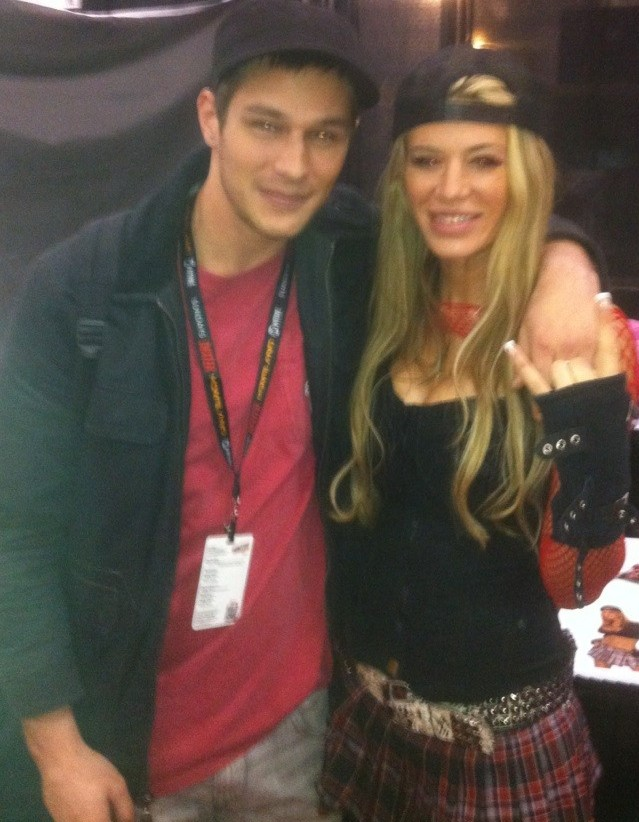
Massaro junto a su hermano, en 2012.

El 21 de noviembre de 2020, Ronnie Massaro, su hermano menor, fue asesinado a los 39 años de edad, luego de ser fatalmente apuñalado en Nueva York. Fue enterrado en el mismo cementerio que ella, el St. James Episcopal. El 3 de julio de 2023, Ronald J. Massaro, su padre, falleció a los 75 años de edad; Ronald también fue enterrado en el mismo cementerio que ella y su hermano.
Tenía varios tatuajes, incluyendo una estrella náutica negra y rosada en la parte posterior de sus dos codos; un dragón rosa y rojo rodeando letras kanji que se traducen en «No confíes en nadie» que va por el lado derecho de su torso; símbolos en la parte baja de la espalda, y una mariposa en la cadera derecha. También tenía varios piercings, incluyendo un «Monroe» y unos «Snakebites».

### Demanda contra WWE y acusación de agresión sexual
En noviembre de 2016, Massaro se unió a una demanda colectiva contra WWE, litigada por Konstantine Kyros, quien ha estado involucrado en otras demandas contra la empresa, alegando que la compañía ocultó riesgos de lesiones que les causaron daño neurológico. Massaro también declaró que fue agredida sexualmente en una base militar estadounidense durante una gira de WWE en Kuwait, y que la corporación se disculpó, pero la convenció de no denunciar el hecho a las autoridades correspondientes. La demanda fue desestimada a finales de 2018.
Después de su muerte, WWE dijo que había recibido un correo electrónico de Massaro en octubre de 2018, en el que expresaba su arrepentimiento por haber participado en la demanda. Una declaración jurada por Massaro describiendo a detalle el abuso sexual del que fue víctima, fue publicada por el bufete de abogados que la representó después de su muerte. WWE más tarde dijo que los ejecutivos no fueron informados de las acusaciones descritas en la declaración jurada.
A pesar de las negaciones anteriores de WWE sobre no tener conocimiento de su acusación, en febrero de 2024, un abogado que representaba a John Laurinaitis, exjefe de Relaciones de Talento de WWE, declaró que: «la mayoría de los niveles superiores en algún momento se dieron cuenta de las acusaciones y se aseguraron de que se siguieran todos los protocolos adecuados de WWE, incluida la privacidad de la presunta víctima.» Ese mes, Vice News informó que el Servicio de Investigación Criminal Naval había investigado las acusaciones de Massaro desde junio de 2019, hasta enero de 2020, aunque por el momento no se conoce más información sobre la investigación. Un informe adicional de Vice News reveló que Massaro había acusado a Vince McMahon, el promotor de WWE, de «aprovecharse de las luchadoras de WWE», y que creía que él había intentado sabotear su carrera después de que ella rechazó una insinuación suya.

## Muerte

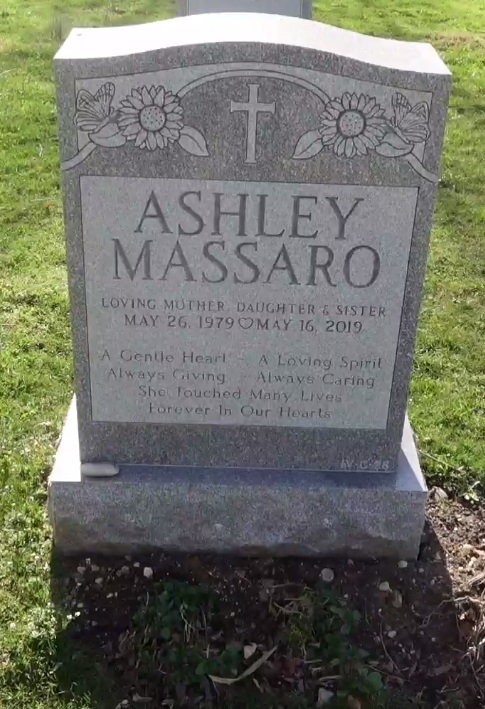
Tumba de Ashley. Se encuentra ubicada en el Cementerio Saint James Episcopal Church, en St. James, Nueva York.

El 15 de mayo de 2019, después de terminar de responder a varios correos de sus fanáticos, Massaro no se presentó en 94.3 The Shark para trabajar, lo que provocó que uno de los DJs que trabajaba esa noche la reemplazara. Horas después, paramedicos respondieron a una llamada de rescate hecha a las 5:23 a. m. cuando autoridades descubrieron a Massaro inconsciente dentro de su casa en Long Island. Pero ya era demasiado tarde cuando llegaron al hospital. Fue declarada muerta el 16 de mayo de 2019, apenas 10 días antes de cumplir 40 años.
El 19 de mayo en Money in the Bank, WWE rindió homenaje a la vida y carrera de Massaro al proyectar un gráfico de ella al inicio del show. La visitación y servicios funerarios para Massaro se llevaron a cabo el 19 y 20 de mayo, en el Branch Funeral Home en Smithtown, Nueva York. El 21 de mayo, su cuerpo fue enterrado en el cementerio Saint James Episcopal Church, ubicado en St. James, Nueva York.
Al momento de su muerte, algunos medios de comunicación, todos citando el sitio web TMZ, reportaron que la muerte de Massaro se había tratado de un suicidio. Otros, incluidos CNN y The Nation, no lo hicieron. La oficina del médico forense del condado de Suffolk no reveló una causa oficial de muerte, citando una ley de privacidad del estado de Nueva York que permite retener información que «constituiría una invasión injustificada de la privacidad personal». En septiembre de 2021, un artículo de USA Today, declaró que se había suicidado y escribió que su muerte (junto con los suicidios de las también luchadoras Hana Kimura y Daffney, ocurridos en los dos años posteriores) había estimulado una conversación sobre salud mental en la industria de la lucha libre profesional.
Massaro había participado en un video musical sobre la prevención del suicidio, realizado por su compañero de trabajo en WWSK Brian Orlando, quien había grabado una canción con Brandon B. Brown, Vinnie Dombroski y Kevin Martin. Tras su muerte, Orlando descartó los planes de publicar el video. Con la bendición de su familia, se estrenó en julio de 2020.

## Campeonatos y logros
- World Wrestling Entertainment
  - WWE Diva Search (2005)[39]